# أحمد معروف عبد الرزاق
أبو سنان أحمد بن معروف بن عبد الرزاق العبيدي كاتب ومؤلف وأديب عراقي ينتمي لقبيلة العبيد العربية.

## السيرة
ولد في بغداد بمنطقة الأعظمية في محلة النصة عام (1337هـ/1918م)، وأكمل دراسته الابتدائية والثانوية فيها، ثم تخرّج من دار المعلمين في بغداد وعُيّن مدرساً لمادة الرياضيات، وتنقل للتدريس في عدة مدارس حتى عُيّن مديرا للإعدادية المركزية في بغداد، ثم مفتشا إختصاصيا لمادة الرياضيات في وزارة التربية، وبعدها اُنتخب نائباً لنقيب المعلمين.
ساهم في تأسيس جمعية منتدى الإمام أبي حنيفة عام 1968م في الأعظمية، ولهُ منجزات عديدة في إنشاء الكثير من الجمعيات الخيرية والمساجد في القرى والأرياف في العراق.
سافر إلى مكة المكرمة لأداء فريضة الحج عام 1961م، ومرض في المدينة المنورة، ورجع عندها إلى بغداد، وكان شقيقه الأكبر أبو رجاء الدكتور ناجي معروف الذي له دور بارز في نشر الكثير من مؤلفاته.

## منجزاته
- كان من المؤسسين لجمعية منتدى الإمام أبي حنيفة.
- أسّس معهد البيان للتدريسات الخاصة في الأعظمية.
- شارك وساهم في كثير من الجمعيات والفعاليات الخيرية للمجتمع.
- له الكثير من الكتب والمناهج المدرسية المقررة ومنها:
  - كتاب الرياضيات للصف الرابع العام.
  - الجبر للصف الثالث المتوسط.
  - الرياضيات لدار المعلمين الابتدائية.
  - المثلثات للصف الخامس العلمي.

## وفاته
توفي في لندن فجر يوم الجمعة 3 جمادى الثانية عام 1389هـ/15 آب 1969م، ونقل جثمانه إلى بغداد وشيعه أهالي الأعظمية بموكب حافل، ودفن في مقبرة الخيزران بجوار أخيه عواد معروف وقد كتب على شاهد القبرين هذه الأبيات وهي من نظم الشاعر وليد الأعظمي: